# Sân vận động Shah Alam
Sân vận động Shah Alam (tiếng Mã Lai: Stadium Shah Alam) là một sân vận động đa năng nằm ở Shah Alam, Selangor, Malaysia. Sân được sử dụng chủ yếu cho các trận đấu bóng đá nhưng cũng có các trang thiết bị cho điền kinh. Sân vận động là sân nhà của Selangor FA, có sức chứa 80.372 người.

## Lịch sử
Việc xây dựng bắt đầu vào ngày 1 tháng 1 năm 1990, và sân vận động chính thức mở cửa vào ngày 16 tháng 7 năm 1994, khi Dundee United chơi Selangor FA trong trận đầu tiên của giải đấu mời, vẽ 1-1. Bàn thắng đầu tiên tại sân vận động được ghi bởi Billy McKinlay. Các đội khác trong giải đấu là Bayern Munich, Leeds United, đội Olympic của Úc "Olyroos", và Flamengo (đội đoạt giải).
Sân vận động nằm ở phía đông của Shah Alam. Sân vận động Shah Alam, bao gồm sáu không gian bán kín khổng lồ, là sân vận động lớn nhất ở bang Selangor. Đây là sân vận động lớn nhất Malaysia trước khi hoàn thành Sân vận động Quốc gia tại Bukit Jalil. Cấu trúc khung là vòng cung tự do dài nhất trên thế giới. Được xây dựng bằng công nghệ mới nhất, giờ đây đã trở thành địa điểm phổ biến cho các sự kiện thể thao đẳng cấp thế giới. Sân vận động này được thiết kế bởi Kiến trúc sư người Malaysia, Hijjaz Kasturi.
Sân vận động có khoảng 5.500 chỗ đỗ ô tô trong bãi đậu xe xung quanh sân vận động. Sân vận động đã trở thành công trình dấu ấn quan trọng ở Shah Alam do quy mô và kiến trúc tuyệt đẹp của nó. Ngoài các cơ sở thể thao, sân vận động cũng có một mạch đua xe go-kart. Một lần nữa, Khoa Nghệ thuật biểu diễn Universiti Teknologi MARA (UiTM) đã chiếm một phần sân vận động như là trường xây dựng khoa của trường trước khi hoàn thành khu trường sở vệ tinh của Đại học Puncak Perdana.
Trong năm 2011, người ta đã chi 3,4 triệu ringitđể cải tạo sân vận động để nâng cấp hệ thống chiếu sáng, sửa chữa mái nhà, cỏ mới cho sân và cũng như thay thế ghế bị phá hoại, cải tiến hệ thống âm thanh, nâng cấp phòng thay đồ, sơn lại một số phần của sân vận động, sửa chữa nhà vệ sinh cũng như các công trình tiện ích khác.
Sân vận động Shah Alam hiện là sân nhà của PKNS FC, đội thi đấu ở giải đấu hàng đầu của Malaysia - Super League (Premier League là đội mới cho Giải hạng hai / Giải vô địch). Kích thước trường cho sân vận động theo quy định FIFA là 105 x 68.